# El Caballero Country Club
De El Caballero Country Club is een countryclub in de Verenigde Staten. De club werd opgericht in 1954 en bevindt zich in Encino, Californië. De club beschikt over een 18-holes golfbaan met een par van 71.
Naast een golfbaan biedt de club aan haar leden ook tennisbanen, een restaurant en een feestzaal aan.

## Geschiedenis
In eind van de 19e eeuw, was de grond beheerd door de generaal Harrison Grey Otis en overleed uiteindelijk in 1915. De staat verkocht het landgoed aan Edgar Burroughs, een Amerikaans schrijver die vooral bekend werd door zijn boekenreeks over de jungleheld Tarzan, en vernoemde het landgoed tot de "Tarzana Ranch".
In midden de jaren 1920 besloot Burroughs een golfbaan aan te leggen en zijn grote huis werd omgevormd tot een clubhuis. In 1927 werd de golfbaan gebruikt voor het Los Angeles Open. In 1929 leed het landgoed aan het zware economische crisis en moest Burroughs het landgoed afstaan aan de bank.
In 1955 werd het landgoed opgekocht door Bernie Shapiro en vernieuwde de clubhuis en de golfbaan. Al snel werd de club vernoemd tot de El Caballero Country Club.

## Golftoernooien
Voor het golftoernooi is de lengte van de baan voor de heren 6245 m met een par van 71. De course rating is 73,2 en de slope rating is 132.
- Los Angeles Open: 1927